# Szent Korona-tan

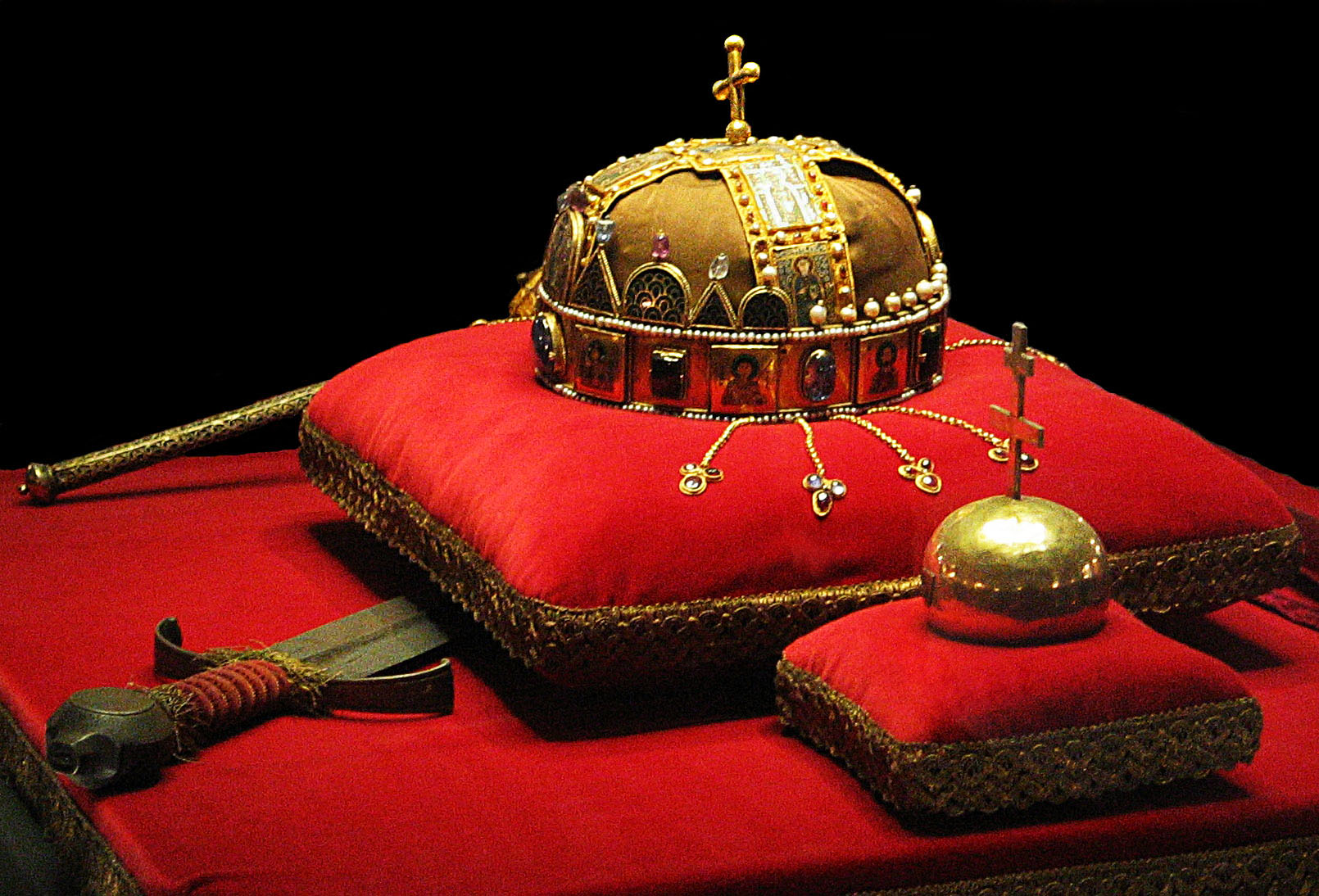
A Szent Korona és a főbb koronázási jelvények az Országházban

A Szent Korona-tan (változó formákban is használva: Szentkorona-tan, szentkorona-eszme, szentkoronatan) az a középkorban kialakult magyar hagyomány, amely az addig még nem létező államelméletet pótolva, a Szent Korona „testének” elképzelésében hozta létre a király személyétől független magyar államiság fogalmát, amelynek része, „tagja” volt – maga az uralkodó mellett – egyrészt a Magyar Királyság területe, másrészt pedig az uralkodó osztály. Ez az eszmerendszer hosszú időn keresztül Magyarország történelmi, íratlan alkotmányának alapját képezte, erre épült a magyar állam eszméje.

## Kialakulása, története
A királyi koronához fűződő jogi elképzelések kialakulása az időszámításunk utáni első ezredforduló idején Nyugat-Európa több országában is megindult. Az uralkodók beiktatásának legfontosabb mozzanata a koronázás lett, és az uralkodói jelképek közül a korona vált a legfontosabbá. Angliában már 1176-ban úgy rendelkezett a király, hogy a bírák kényszerítsék ki az ő jogainak érvényesítését, amik egyben a korona jogai is. Hamarosan úgy tekintettek a koronára, mint aminek saját jogai vannak, amiket a király is köteles betartani. Franciaországban egy 1190-ből származó oklevélben kimondták, hogy Amiens városa nem idegeníthető el a koronától.
Magyarországon is nagyon korán, már 1027-ben, az Intelmekben a királyi hatalom jelképeként említi I. István magyar király a koronát. Az égi és a földi korona összekapcsolásával fia kötelességévé teszi a katolikus hit megtartását. A földi koronán az Intelmek szerzője a királyi hatalmat érti, mindazt, ami a királyi tisztséghez, az egyház által megszentelt uralkodói hivatáshoz tartozik.
A királyi hatalom Magyarországon az államalapítás idején és azt követően – a később kialakult romantikus-demokratikus elképzelésekkel szemben – igen keménykezű volt. Vajk/István, mint ismeretes, tűzzel-vassal érvényesítette hatalmát. Freisingi Ottó püspök 1147-ből való beszámolójából tudjuk, hogy a magyar király szigorú egyeduralkodó. Ha valaki az ispánok rendjéből megsérti, vagy ennek csak a hírébe keveredik, az udvarból kiküldött bármilyen alacsonyrendű szolga elfoghatja, megkínozhatja, nem fog ellenállást tanúsítani. A fejedelem nem kér véleményt, a vádlottnak nincs alkalma a védekezésre. Ez gyakorlatilag egybeesik a Dzsingisz nagykán későbbi nagy törvénykönyvében rögzített mongol gyakorlattal.
Később azonban az egyház hatalmának erősödése nyomán az egyházi vezetők, majd a felemelkedő vagyonos nagyurak, a világi arisztokrácia már korlátozni tudta a király hatalmát, aminek legfontosabb példája az Aranybulla. Az uralkodói hatalom korlátozásával párhuzamosan figyelhető meg a királyi korona mint jelkép és a király személyének elválasztása. 1225-ben, III. Honoriusz pápa II. András magyar királyhoz intézett levelében arra inti a magyar királyt, hogy őrizze meg „koronája tisztességét”, utalva a király koronázási esküjére, amit az ország jogainak és a korona tisztességének megőrzésére tett. A pápa egyébként azért szólt bele – a kor szokásaiba beleillő módon – Magyarország belügyeibe, mert ekkoriban, az Aranybulla kikényszerítése idején, a magyar központi királyi hatalom meggyengült, és az uralkodó számos birtok eladományozására kényszerült, sőt arra is meg kellett esküdnie, hogy ezeket az adományokat nem vonja vissza. A pápa ez alól az eskü alól is feloldotta a királyt. András fia, IV. Béla magyar király a pápai álláspontra is hivatkozva kezdte meg birtokrestaurációs politikáját. 1238-ban a Nagyszombatnak adott kiváltságlevélben úgy rendelkezett, hogy a város és annak lakói „különlegesen a koronához tartozzanak”, és adományozással vagy más módon se kerülhessenek más joghatósága alá.
A sacra corona kifejezés először 1256-ban jelent meg IV. Béla egyik oklevelében, az esztergomi Szent Adalbert-főszékesegyház számára kiállított kiváltságlevélben „a hozzánk és a szent koronához hűtleneket …nekünk és a szent koronának engedelmeskedni kényszeríti”. A 13. századi magyar oklevelek aztán egyre gyakrabban említik „szentnek” a magyar koronát. (A német királyi koronát egy dicsőítő vers már 1028-ban szentnek nevezte.) Ekkorra elterjedt az a felfogás, amit Könyves Kálmán kezdeményezésére Hartvik püspök fogalmazott meg a róla elnevezett legendában, miszerint a pápa angyali sugallatra adta a koronát Szent Istvánnak. A király személyétől fokozatosan elváló koronafogalom egyben mind erősebben első királyunk személyéhez is kezdett kötődni, és szent jelképpé magasztosodott. Mivel a király mellett a nagyurak is az „uruszág” tagjai voltak, a korona is a király és a főnemesek közös államhatalmát kezdte jelenteni.
A Szent Korona az Árpád-kor végére olyan szimbólummá vált, amely a maga tárgyi valóságában kifejezte az akkor politikai nemzet, azaz a hatalmat birtokló társadalmi csoportok egységét. Ebbe beletartoztak az uralkodón kívül – sőt a gyakorlati erőviszonyok alapján sokszor az uralkodót megelőzően – a királyt jelölő főurak, valamint a fegyveres szabadok, akik elméletileg a koronázás során megválasztották, megszavazták, legalábbis közfelkiáltással megerősítették a királyt. Az egyház hatalmát az esztergomi érsek képviselte, aki kizárólagos joggal rendelkezett a koronázás végrehajtására.
A 14. században a korona már nemzetközi szerződésbe is belekerült. 1381-ben a turini békében a Velencei Köztársaság évi 7000 aranyforint fizetésére kötelezte magát I. Lajos „felséges királynak, utódainak a királyságban és a koronában, magának a királyságot képviselő koronának és a korona helyett megjelenőknek”, emellett Velence lemondott Dalmáciáról, amely régóta „a magyar királysághoz és koronához tartozik”. A bonyolult és érdekes megfogalmazás annak a terméke, hogy még hiányzott az állam fogalma a nemzetközi jogból, és nehéz volt biztosítani azt, hogy Velence kötelezettségvállalása ne csak az akkori magyar uralkodó, hanem a mindenkori magyar állam javára érvényesüljön.
Zsigmond idején további jelentős lépés történt; a korona a király személyével szemben is önálló jogi fogalommá vált. A magyar főurak ligája 1401-ben elfogta a királyt, és maguk kezdték gyakorolni a királyi jogokat „a Szent Korona joghatóságának felhatalmazásából”. Pecsétet is készíttettek a „Magyarország Szent Koronájának pecsétje” körirattal (latin nyelven), az addigi királyi kancellár, Kanizsai János pedig a „Magyarország Szent Koronájának kancellárja” címet vette fel. Ez a rövid időszak egyértelművé tette, hogy a magyar korona fogalma már nem csak az uralkodót takarja, hanem a főurakat, az akkoriban használatossá vált normann eredetű kifejezéssel „bárókat” is magába foglalja.
A 15. századra az uralkodó személye egyre inkább háttérbe szorult a jelképes tartalommal rendelkező korona-fogalom, azaz maga az állam mögött. Az ország lakóit kezdték „Magyarország Szent Koronája alattvalóinak” nevezni. Háborúk során, területi veszteség esetén úgy tekintették, hogy a szóban forgó országrész elidegenedett a Szent Koronától, az elveszett területek visszaszerzését úgy tekintették, mint ami visszakerült a Szent Korona tulajdonába. A királyi kincstárból a korona kincstára lett, az örökös nélkül elhaltak és a hűtlenek vagyona a koronára szállt vissza.
A formálódó magyar szentkorona-tan nagy hatással volt a hasonló helyzetben lévő környező országok államelméletére is. Csehországban IV. Károly német-római császár 1347-ben készíttetett egy koronát, amit az államalapító I. Vencel cseh fejedelemre visszautalva Szent Vencel-i koronának(en) (Svatováclavská koruna) neveztek el, és a magyar „szentistváni” koronáéhoz nagyon hasonló szerepet kapott, valamint hasonló legendák is fűződnek hozzá. A szent korona eszméje tehát Csehországban is – legalábbis akkoriban – egy konkrét tárgyhoz kötődött. Csehszlovákia szétválása után, 1992-ben pedig olyan cseh alkotmányt fogadtak el, amely a Corona Regni Bohemiae iránti hűségre hívja fel állampolgárait.
Lengyelországban, 1383 januárjában „Nagy-Lengyelország nemesei és lakosai”, akik akkor még Nagy Lajos Mária lányával akarták betöltetni a lengyel trónt, kikötötték, hogy a korona elfogadása esetén Lengyelországban kell maradnia, és a lengyel korona nem tartozhat Magyarország koronájához – tehát csak perszonálunióról, nem pedig az államok egyesítéséről lehetett volna szó.

### A korona mint emberi test
Már a régi görögök (Platón, Arisztotelész), majd a rómaiak is hasonlították az emberi közösségeket az egyes ember testéhez. Titus Livius római történetíró szerint Menenius Agrippa, a patríciusok szónoka emberi testhez hasonlította a római államot, amelynek egyaránt részei a patríciusok és a plebejusok. Marcus Tullius Cicero is organizmusnak fogta fel az államot (totum corpus reipublicae).
Az antik felfogást az államról, mint élő szervezetről a keresztény teológia átvitte az egyházra is, vallási, misztikus értelemben: az egyház Krisztus misztikus teste (corpus mysticum Christi).
Pál apostol nyomán Aquinói Szent Tamás is leszögezte, hogy „az összes emberek, akik egy közülethez tartoznak, testnek tekintetnek, és az egész közület embernek”. Ez az organikus szemlélet Magyarországon is ismert volt. A magyar organikus szemlélet egyházi gyökereit jól mutatja III. Honoriusz pápa 1219-es tilalma arra, hogy az esztergomi érsek a kalocsai érsek tartományában a palliumot viselje és a keresztet maga előtt vitesse, és egyben arra inti a két érseket, hogy hagyjanak fel a viszálykodással, „mert ebből egész Magyarországon botrány keletkezik általatok, kik annak fő tagjai vagytok”.
Frangepán Márton, amikor Hunyadi Jánosnak 1447-ben hűséget fogadott, ígéretet tett arra, hogy Magyarországnak és a Szent Koronának híven szolgál majd, „mint az országnak hű tagja”. V. László magyar király pedig Brankovics György rác despotát mondja az ország hű tagjának.
A 15. század közepén már minden nemest, valamint a szabad királyi városokat is az ország tagjának tekintettek. De nem csak személyeket, illetve a városok polgárságát kollektíven, hanem a Szent Korona alá vetett összes területet is az ország tagjának nevezték. Az ország organikus szemléletét a koronával a források szerint először a latin-olasz kultúrkörhöz tartozó Raguzai Köztársaságban kapcsolták össze. Raguza Nagy Lajos óta a magyar koronához tartozott, és ez az állapot nagyon is jól megfelelt a Velencei Köztársaság, a balkáni szláv lakosság és a terjeszkedő Oszmán Birodalom között manőverező városállam érdekeinek. Számos dokumentum maradt fenn, amelyekben a raguzaiak lelkesen biztosították a magyar uralkodókat a Magyarország és magyar korona iránti hűségükről – annak reményében, hogy a magyar állam segítséget nyújt majd nekik a törökökkel és más ellenfeleikkel szemben. A raguzai tanács 1413-ban arra utasította követét, hogy adja elő a magyar királynak: „…Felséged nem hagyhat bennünket elidegeníteni. Kötelezve is van minket megvédeni, mint a korona tagját”. 1502-ben a követet arra utasítják, menjen el a királynéhoz és kérje meg: „tartsa mindig kegyeiben ezt az ő igen hű városát, mint a szent koronának méltó és tiszteletre érdemes tagját”.
A Szent Korona eszméjének és az organikus országfogalomnak a szerves, tudományos igényű összekapcsolását azonban Werbőczy István végezte el a Hármaskönyvben.

### Werbőczy Hármaskönyve

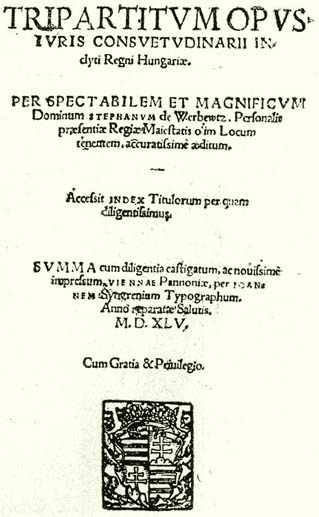
Werbőczy István Tripartitumának címlapja

Werbőczy jogtudósi munkásságában a fennálló szokásjogból indult ki, és a koronaeszme kérdésében is a történeti fejlődést tartotta szem előtt. A királyi kancellárián folytatott munkássága okán jól ismerte nem csak az akkori uralkodó, II. Ulászló magyar király, hanem régebbi, legalább Mátyás király korából származó oklevelekből is a kancelláriának a koronaeszmére és az organikus szemléletre vonatkozó nézeteit és a használatos szakkifejezéseket.
Werbőczy Hármaskönyvének I. részében, a 3. és 4. címben egyesíti a koronaeszmét és az organikus szemléletet, kiegészítve a hatalom átruházásának gondolatával.
Werbőczy az elméletét Thuróczy krónikájára alapozta, aki viszont Kézai Simontól vette azt át az ősi egyenlőség, az una eademque libertas, másképpen una et eadem libertas fogalmát, de azt a saját elképzelései szerint fogalmazta át. Kézainál még arról volt szó, hogy az ősi társadalom nem ismerte a nemes és a nem-nemes közötti különbséget. Mindenki egyformán tagja a közösségnek, és amely maga választja elöljáróit, és akit megválasztott, attól a megbízatást vissza is vonhatja. Werbőczy, aki a köznemesi érdekeket képviselte a főurakkal szemben, ebből csak a nemesek közötti egyenlőségre helyezte a hangsúlyt, ezt a gondolatot vette át. Az ősi szabadság elképzelése, ami már a rómaiaknál szerepelt aurea libertas néven, természetesen a honfoglalás kori és azelőtti magyarság esetében sem létezett a valóságban, csakúgy, ahogy Nyugaton vagy más vidékeken sem. (A magyaroknak már akkor is voltak szolgáik, rabszolgáik, mégpedig túlnyomórészt magyar népi eredetűek.)
Az ősi egyenlőség megszűnését a történetírók nyomán Werbőczy is az egyházi gondolat laicizálásával, a bűnbeeséssel magyarázza. Itt azonban a bűnt nem az isteni törvény, hanem a nemzeti közösség ellen követték el azok, akik azután büntetésül szolgaságra vettettek. A lakosság nemességen kívüli döntő többsége nem került bele a Szent Korona tagjainak sorába, mert a régi magyaroknál ugyan mindenki egyenlő volt, de azokat, akik a hadba vonulás alól kivonták magukat, örökös szolgasággal büntették. Az ő utódaik a jobbágyok. A nemesek és nemtelenek elválásának folyamata Werbőczy szerint Géza fejedelem idején zárult le. A magyarok Istvánt „önként királyukká választották és megkoronázták”, azaz a közösség a nemesítés és a birtokadományozás jogát „a maga akaratából az ország szent koronájának joghatóságára és következésképpen” a királyra ruházta az uralkodással együtt. Magyarországon minden földtulajdonra vonatkozó jog gyökere a Szent Korona.
A nemesek és az uralkodó között kölcsönösségi viszony van, mert a királyt a nemesek választják, a nemeseket pedig a király kreálja. A királyválasztás során a nemesek a nemesítés és birtokadományozás jogát az ország Szent Koronájának joghatóságára, azaz a koronázással a királyra ruházzák. „Az ilyen nemeseket az említett… összeköttetésnél fogva a Szent Korona tagjainak tartjuk, akik a törvényesen megkoronázott fejedelmen kívül senki más hatalmának nincsenek alávetve.”
A Hármaskönyv elsősorban a 16. század köznemességének politikai érdekeit helyezte előtérbe, és egészen 1848-ig rendkívül népszerű volt a köreikben. A szentkorona-eszméről benne foglaltak széles körben elterjedtek. Szokássá vált, hogy a nemesi okleveleken szereplő címerek tetejére illesztett nyílt, leveles nemesi koronát királyi koronának mondják, azt szimbolizálva, hogy a nemesség a Szent Korona része. A 15. század közepétől már a királyi címeren – ami egyben az ország címere is – szintén szerepel a korona, kezdetben leveles, nyílt korona, majd II. Mátyás magyar király pecsétjén már a Szent Korona. Utódai ismét képzeletbeli koronákat szerepeltettek a címeren, de Mária Terézia korától véglegessé vált a Szent Korona általában hű másának a szerepeltetése.
A szabad királyi városok vonatkozásában a rendek továbbfejlesztették a szentkorona-eszmét, és megtették ezeket is a Szent Korona birtokaiból annak tagjává, igaz, a nemesekkel ellentétben a polgárok nem egyénileg, hanem a városi közösség tagjaként váltak a Szent Korona részévé.
Werbőczy nyomán 1613-ban Révay Péter Commentarius De Sacra Regni Hungariae Corona, vagyis A Magyar Királyság Szent Koronájának magyarázata című könyvében, valamint egy másikban, A magyar államról és a magyar Szent Koronáról címűben részletesen kifejtette, és a törvények törvényének nevezte a Szent Korona-tant.
A Werbőczy utáni századok is megőrizték a Szent Korona-tannak a középkorban kifejlődött elemeit. A korona – bár a bécsi udvar központosítási törekvései miatti ingadozásokkal – az állam jelképe maradt, aminek mindenki hűséggel tartozott. A Szent Korona nevében folytak a nemzetközi tárgyalások a területi kérdésekről, a terület csökkenése a korona sérelme volt. A meghódított, visszahódított országokat, területeket, az Erdélyhez csatolt részeket, sőt magát Erdélyt is a Szent Korona fűzte Magyarországhoz és ezt az adott területek lakói, vezető rétegei is készséggel elismerték. Megjelent a korona pénzügyi szerepe is: a király közjogi méltósága alapján befolyó jövedelmei a Szent Koronát illették.

### Nemzeti függetlenségi törekvések, reformkor és polgárosodás

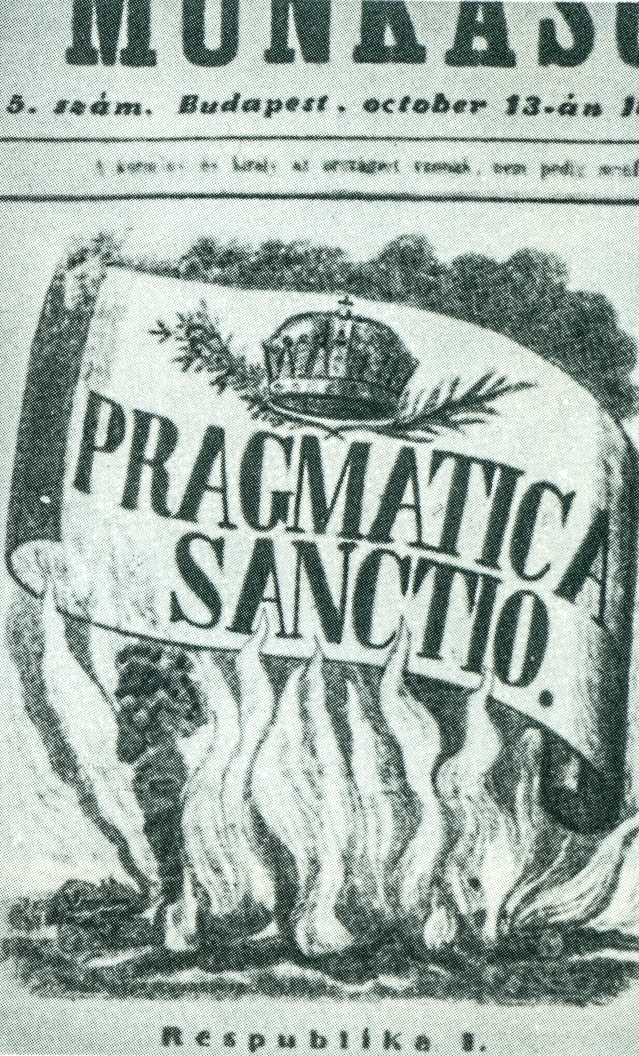
Az 1848-as Munkások Újságja köztársaságpárti címlapja

1790-ben, II. József erőszakos reformtörekvéseinek bukása után a koronát Bécsből Budára szállították. A korona hazatérése a rendi-függetlenségi gondolat diadalmenetévé vált, újra fellángoltak a Szent Korona iránti érzelmek, akkor, amikor Európa más országaiban a korona, a koronázás már sokat vesztett jelentőségéből. A mozgalom élére a köznemesség állt, Werbőczy tanai újra a figyelem középpontjába kerültek. A francia forradalom eseményei azonban gyorsan lehűtötték a nemesség lelkesedését. II. Lipót kompromisszumot ért el az 1791. évi törvény 12. cikke formájában, amely szerint „a törvények megalkotásának, eltörlésének és magyarázatának joga a törvényesen megkoronázott fejedelmet és az országgyűlésen törvényesen egybegyűlt országos karokat és rendeket közösen illeti, s rajtuk kívül senki sem gyakorolhatja.” A későbbiek során ez a törvénycikk vált a szentkorona-tan törvényhozási alapjává.
A király és a nemesek egysége a szent koronában egy sajátságos arisztokratikus demokráciát alkotott, ami úgy adott valamit a magyar nemesi-nemzeti törekvéseknek, hogy egyben gátat is vetett a francia forradalom hatásának. Az 1805-ös országgyűlésen maga I. Ferenc magyar király hivatkozott a szentkorona-tanra, elégedettségét fejezve ki a nemesség által meghozott áldozatok miatt.
Nem felelt meg viszont a szentkorona-tan azoknak a nagy politikusainknak, akik a politikai egyenlőségért szálltak síkra, akik meg akarták szüntetni a jobbágyságot. Gazdaságilag is akadályozta ez az eszme a tőkés fejlődés kibontakozását, mivel a korona – azaz a gyakorlatban a király – végső soron a tulajdonosa volt minden magyarországi földnek. Széchenyi István írta a Stádium eredeti változatában: „S én azon nagy becsületért, hogy a Szent Koronának tagja vagy Szent István köpönyegjének egy darabja vagyok – ami de facto… nem igaz –, tulajdonos viszont nem vagyok, hanem csak haszonélvező…” 1848 őszén a jobbágy származású Táncsics Mihály cikksorozatot írt lapjában, a Munkások Újságjában kifejtette, hogy a pragmatica sanctio „iszonyú átokként nyomja el hazánk boldogságát. Éppen így vagyunk a koronával is.” Azt javasolja, hogy a korona „tétessék a Nemzeti Múzeumba mint régiség”. Az 1848–49-es forradalom és szabadságharc eredményeképpen aztán jobbágyság is megszűnt, illetve tagjai „felemelkedtek” és a „Szent Korona tagjává” váltak.
A szabadságharc leverése után Deák Ferenc az alkotmányosságért vívott harcában igyekezett megszabadulni a szentkorona-tan használatától, és azt az állam fogalmával helyettesítette, a koronát csak a konkrét királyi hatalom jelképének tekintette. Rámutatott: a pragmatica sanctióban „nem a királyi hatalom jelvénye a korona, hanem rajta az állam, vagyis Magyarország mint állam” értendő.
A 19. század végére az erősödő magyar nacionalizmus a szentkorona-tan vonatkozásában is megjelent. Concha Győző A magyar faj hegemóniája című művében (Kolozsvár, 1890) amellett érvel, hogy a magyar „népfaj” az országban együtt élő népek közül egyedül képes a vezetésre, uralkodásra, és – az „Ausztriához fűződő gyümölcsöző szövetségi viszonyban” – a szentkorona-eszmére építkezve Európa e térségében meg tudja valósítani az emberiség nagy céljait. Azonban a nemzeti érzések erősödése, a kölcsönös nemzeti sérelmek az ország lakosságának többségét kitevő nemzetiségek körében véget vetettek annak, hogy a horvátok vagy más nemzetiségek a „szent korona tagjaként” hajlandók legyenek folytatni az együttélést.
Concha máshol egyébként arra is rámutatott, hogy a magyar szentkorona-tanhoz hasonló, de máig élő jogi vonatkozásokat is tartalmazó koncepció épült ki a brit korona körül. A korona az angol jog szerint olyan jogi személyiségű örökíthető hivatal (corporation sole), amely a végrehajtó hatalom jogi megtestesülését képviseli. A koronák mint tárgyak (mint az angol vagy a skót koronaékszerek) a „Korona” tulajdonát képezik, és nem az uralkodóét. A „Korona” egy absztrakt metonimikus képzet, amely a kormány létezésének jogi alapját biztosítja.

### Timon Ákos és kortársai munkássága
A Rákosi Jenő köréhez tartozó Timon Ákos 1885–1925 közötti egyetemi tanársága idején a magyar jogtörténet írásának és tanulmányozásának vezető szereplője volt. A Magyar alkotmány- és jogtörténet (Budapest, 1903) című munkájában a magyar nép által az őshazából magával hozott erőteljesebb közszellemen, közjogi érzéken alapuló a szentkorona-tannal indokolja, hogy a 13. századtól Magyarországon megszűnt a személyes jellegű királyi hatalom, és létrejött a rendiség, mégpedig a külföldi eredetű hűbériség eszméivel vívott küzdelemben. 1848-ban kiteljesedett az a rendszer, ami kizárja az osztályellentéteket a magyar társadalom egészséges organizmusán belül:
Az 1848. évi törvények óta az egész magyar nemzet a szent koronát fején viselő királlyal egyetemben alkotja azt az egységes közjogi egészet, élő szervezetet, amit a középkori források a szent korona egész testének (totum corpus Sacrae Regni Coronae) neveznek. napjainkban pedig államnak nevezünk.
A kor jogászai ugyanakkor már elismerték, hogy a korona „csak” jelkép, és tudatosan vállalták a szentkorona-eszme politikai jelentőségét:
A magyar nemzeti államhatalom, egyéniségének integritásával, jogainak és igazainak egyetemével, magától a szent koronától függetlenül is létezik, mégis a nemzeti kegyelet és jogérzet ezen fogalmát e diadémtól soha el nem választotta, mert tudta azt, hogy az emberi természetnél fogva az intézményeknek ilyen jelképre szükségük van.
A szentkorona-tan szerepet kapott a magyar állami szuverenitásnak az összmonarchiai törekvésekkel szembeni védelmében is. Friedrich Tezner és Gustav Turba osztrák jogtörténészek tagadták a magyar állami szuverenitást, szerintük a magyar király fogalma beleolvadt az összbirodalmi császár intézményébe. Ezzel szemben Wlassics Gyula Alkotmányjogunk védelme Tezner és Turba ellen című munkájában a szentkorona-eszmével érvel, arra hivatkozva, hogy Magyarországon a főhatalom nem kizárólag a magyar királyé, hanem a király személyét is magába foglaló magyar törvényhozásé.
Ferdinandy Gejza professzor azzal érvelt a szentkorona-tan mellett, hogy „ma már a szent korona tisztelete és ehhez való ragaszkodás úgy szólván az egyetlen történeti alapon fejlődött érzelmi kapocs, mely a társországokat mint politikai nemzetet Magyarországhoz fűzi. Ily körülmények között nemcsak az Ausztriához való viszonyban a magyar állam szuverenitásának, hanem a Horvát-Szlavonországhoz való viszonyban az állam oszthatatlan egységének is szolgálatot teszünk, ha továbbra is ragaszkodunk a magyar közjogban a szent koronához fűződő közjogi felfogáshoz”.

### A két világháború között
Trianon után a Szent Korona eszmevilága természetesen nagy erőt jelentett a nemzeti érzés és a revízió reménységének ébrentartásában, de nehézséget okozott a legitimisták  és Horthy Miklós hívei közötti küzdelem. Előbbiek a szentkorona-tanra hivatkozva akarták visszahívni IV. Károlyt, majd ennek halála után Habsburg Ottót, utóbbiak ugyanakkor a szabad királyválasztásra hivatkoztak. A politikai harc nem szűnt meg Horthy győzelme után sem, a legitimisták megalakították a Szent Korona Szövetséget, majd 1926-ban a (Magyar Nők Szentkorona Szövetsége és a Magyar Férfiak Szentkorona Szövetsége szervezeteket.
Az 1930. évi XXXIV. törvénycikk 1. §-a kimondta, hogy „a bírói hatalmat az állami bírságok a magyar szent korona nevében gyakorolják”.
1931-ben új, nagy vita bontakozott ki a szentkorona-tan témakörében, amit Eckhart Ferencnek a Hóman Bálint által szerkesztett, A magyar történetírás új útjai című reprezentatív kötetben megjelent tanulmánya váltott ki. Eckhart elmarasztalta és sovinizmussal vádolta Timon Ákost, mint akinek a munkásságában a századfordulón a tudományos elemzést a szentkorona-eszme egyedülállóan magyar jellegéről szóló hazafias frázisok váltották fel. Eckhart ebben a munkájában mutatott rá először a magyar jogfejlődéssel párhuzamos jelenségekre a környező országokban, például a cseh korona hasonló szerepére, amit addig Magyarországon nem ismertek, vagy nem vettek róla tudomást.
Eckhart felvetései természetesen nagy vihart váltottak ki, a legszentebb nemzeti célok megsértésével vádolták őt. A Szent Korona Szövetség ülésén ifjabb Ugron Gábor követelte, hogy vonják meg tőle a tanítás jogát. Klebelsberg Kuno azonban diplomatikusan megvédte őt. Melléálltak más neves tudósok is, mint Domanovszky Sándor és Mályusz Elemér. Eckhart ezután folytatta a szentkorona-tan kutatására irányuló munkáját, és 1941-ben 350 oldalas monográfiát jelentetett meg a témában, amelyben azonban már nem szerepeltek 1931-es cikkének legprovokatívabb megállapításai. Ebben, az A szentkorona-eszme története című művében is megerősítette azonban azt, hogy a Szent Korona-tan lényegében megegyezik az európai keresztény monarchiák hasonló jellegű jogelméleteivel, amelyek szerint a korona által szimbolizált hatalom nem a király egyszemélyi hatalmát, hanem a néppel vagy nemzettel megosztott uralmat jelenti.
A Horthy-korszak utolsó éveinek területi revíziói új tápot adtak a Szent Korona országainak újraegyesítésére irányuló reményeknek, hiszen több fontos terület visszatért a Szent Korona „testébe”. Később Szálasi Ferenc is megpróbált tőkét kovácsolni az eszméből, a koronára tette le nemzetvezetői esküjét, majd magával vitte Nyugatra.

## A Szent Korona-tan alaptézisei

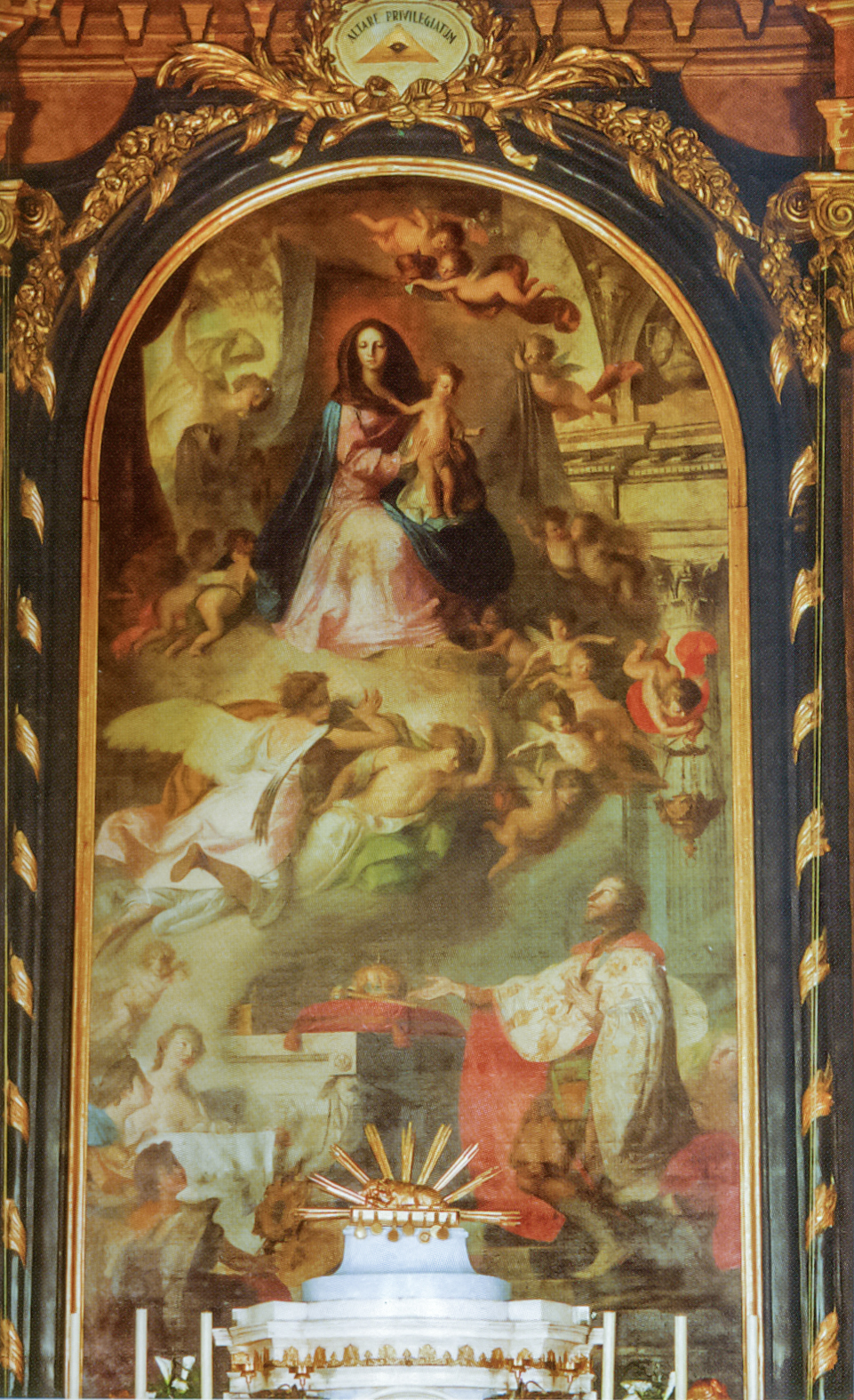
Szent István felajánlja Magyarországot Szűz Máriának.

A Szent Korona-tan alapja a Szent Istvánnak tulajdonított Szent Koronához fűzött, abból eredeztetett, a 11. századtól misztikus, a 14–15. század során kibontakozott közjogi szuverenitás-fogalom.
A Hartvik-legenda szerint 1038. augusztus 15-én, Nagyboldogasszony napján államalapító király, Szent István király Fehérvárott a Mennybe emelt Szűz Mária templomában országát a korona képében Szűz Máriának ajánlotta fel. A misztikus magyarázat alapján ezzel egy szerződést hozott létre az Ég és Föld között, amely a Kárpát-medencét Szűz Mária birodalmává tette, úgy, hogy ezen a földi hatalmak ne változtathassanak. Magyarország tehát Mária országa, a Regnum Marianum, ahol a hatalmat Szűz Mária gyakorolja, a Szent Korona pedig az ő szuverenitását testesíti meg. Ez azt jelenti, hogy Magyarországon a szuverenitás nem lehet kizárólagosan sem egy abszolút uralkodóé, sem pedig a(z akár az Istent is tagadó) népé.

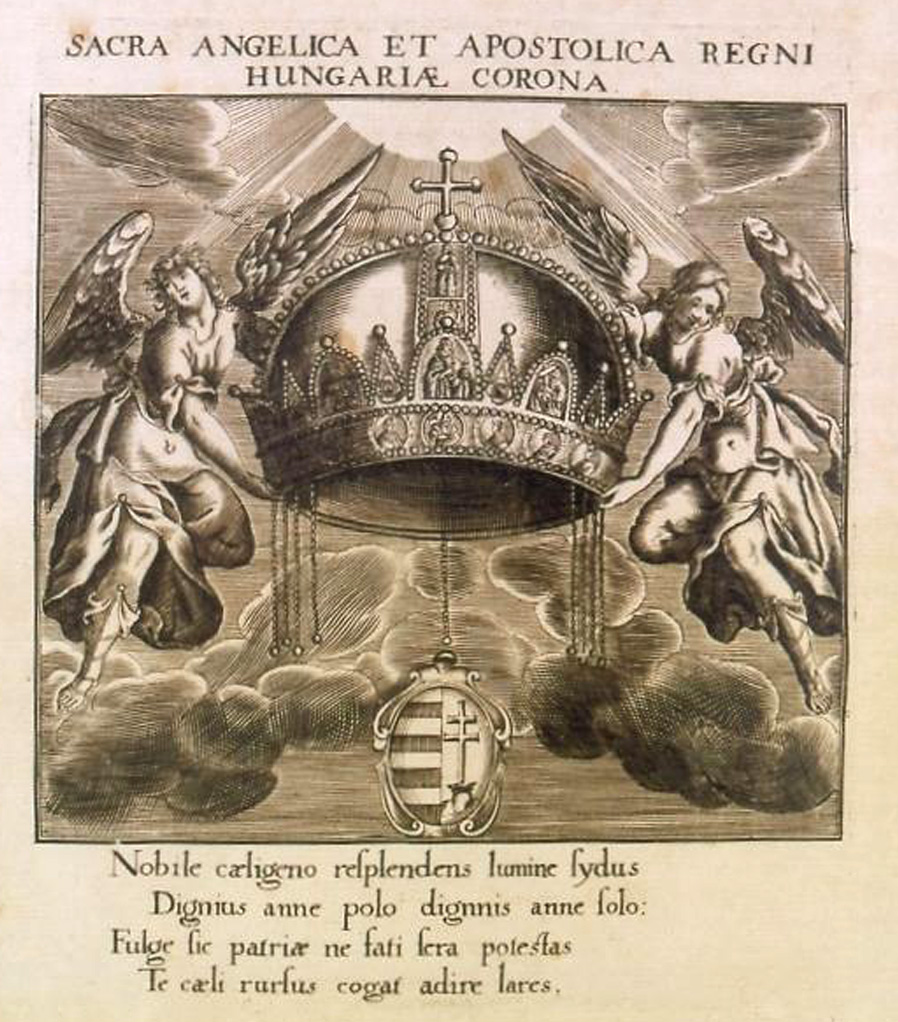
A Szent Korona 1613-as ábrázolása. Wolfgang Kilian rézmetsző készítette Augsburgban, Révay Péter koronaleírása alapján.

A Szent Korona szuverenitás-elméletére épül a többi tétel is, amelyek együtt alkotják a Regnum Marianum misztikus fogalmának közjogi tartalmát az elmélet hívei szerint:
1. Magyarország örökké szabad

Az államhatalom (a törvényhozás és a kormányzás) teljessége a Szent Koronát illeti. A Szent Korona eszme, mint Történelmi Alkotmány és az abból fakadó jogrendszer biztosítja a magyarság, valamint a Szent Korona értékrendjét elfogadó államalkotó nemzetek által alkotott Apostoli Magyar Királyság örök szabadságát, önrendelkezési jogát, amit senkinek nincsen joga feladni, sem csorbítani. (Hungaria semper libera)
2. A Szent Korona jogi személy,

a magyar nemzetet (Corpus Hungaricum) jogi személyként kézzel foghatóan megtestesítő szimbólum. Felette áll a hatalmat gyakorló Főtől (király, fejedelem, kormányzó, elnök) és a tagoktól.
A Szent Koronában egyesülnek a megosztott politikai hatalom részesei. A Szent Korona tagjai (Membrum Sacrae Regni Coronae) – 1848-ig a szabad birtokosok, 1848-tól a szavazati joggal rendelkező választópolgárok – alkotják a Szent Korona testét (Totum Corpus Sacrae Coronae). A Szent Korona tagjai a Fővel együtt alkották meg a Szent Korona egész testét. Mivel e kettő csak a Szent Koronában van együtt a Szent Korona az egyetlen szuverén. Sem a fő, sem a tagok önmagukban nem rendelkeznek a szuverenitással. A hatalom teljessége csak a Szent Korona egész testét, a főt és a tagokat együtt illeti. (totum corpus Sacrea regni Coronae totum Corpus Regni)
3. Egységes és ugyanazon szabadság

A Szent Korona minden tagját egy és ugyanazon szabadság illeti meg, a kötelezettségek és a jogok összhangján keresztül. (Una et eadem libertas)
4. Szabadon választott király

Az államfő személyének a kiválasztásának a joga a magyar nemzetet illeti meg.

A vezérek a Vérszerződésben – amely a magyar alkotmányosság kezdete – megegyeztek abban, hogy mindig Álmos vezér férfi ági leszármazottai közül választanak nagyfejedelmet, később királyt. Cserében ők és a leszármazottaik, azaz a nemzet a nagyfejedelmi, később királyi tanácsból, még később az országgyűlésből soha ki nem maradhatnak. Az Árpád ház férfi ágának a kihalásával a korlátozás megszűnt, így a szabad királyválasztás joga még sokkal jelentősebb.
A Szent Korona Főjének a választási módját utoljára az 1937. évi XIX. törvény szabályozta. (Rex electus, Regina electa)
5. A főkegyúri jog. (Ius supremi patronatus)
6. A koronázás a hatalom átruházás legitim útja,

a legitim hatalom gyakorlás egyik alapja. A koronázásnak nagyon szigorú szabályai vannak, amelyeket nehéz mindet betartani, könnyen lehetne obstruálni, ezért ezektől a szabályoktól vis maior esetén el lehet térni. Például csak a Szent Koronával történő koronázás érvényes. Kivéve, ha a Szent Korona nem áll rendelkezésre, mert mondjuk éppen külföldön van idegen hatalom birtokában. Ez esetben más korona is érvényesen használható a koronázáshoz csak ekkor miután a Szent Korona újra rendelkezésre áll a koronázást meg kell ismételni a Szent Koronával is. Az államfő természetesen nem csak király lehet, hanem fejedelem, kormányzó, elnök stb. is, és akkor nincsen koronázás. A Fő konkrét titulusa, az államforma a Szent Korona szabályait és azok érvényességét nem befolyásolják.
7. Minden jog és tulajdon forrása a Szent Korona

A nemzet fennmaradásához szükséges természeti kincsek a Szent Korona tulajdonában vannak és csak a Szent Korona tagjai szerezhetnek felettük birtokjogot, a Szent Korona minden birtokjog gyökere. (Sacra Corona radix omnium possessionum)
8. A Szent Koronának, jövedelmei és saját vagyona van.
9. A Szent Koronáé az ország területe.

A Szent Korona országai alkotják az ország testét, ezek organikus részei a koronának.
10. A Szent Korona érvényessége

Mindennek az egyetemes magyar nemzetet megtestesítő Szent Korona tagok érdekében, biztonságuk és jogaik szavatolására kell történnie. Minden jogszabálynak, továbbá a törvényhozó, a végrehajtó és a bírói hatalom intézkedéseinek is meg kell felelniük a Szent Korona eszmének. (Sub specie Sacra Coronae)
11. Törvénysértés jogot nem alapít

Nem lehet érvényesen törvényt hozni, ha az ország függetlensége korlátozott, katonai megszállás, vagy ezzel azonosan értelmezhető külső, idegen hatalom nyomása alatt áll. Ha az ország önrendelkezési joga sérül, provizórikus (ideiglenes) helyzet áll elő. Ilyenkor a meghozott "szabályokból" csak a normális polgári életet biztosító intézkedések betartása lehet indokolt. Ideiglenes helyzetben az alkotmányos helyzet helyreállítására kell, hogy irányuljon a fő törekvés. Ha a provizórikus helyzet megszűnt, az ország függetlensége helyre állt, a törvényesség feltételei adottak, akkor a provizórikus időszakban hozott „szabályokat, törvényeket”, ha azokra még szükség van, felül kell vizsgálni, és újból törvényesen is el kell fogadni. (Nemo plus iuris in alium transferre potest quam ipse habet.)
12. Az ellenállás joga és kötelessége

A Szent Korona minden tagjának joga és kötelessége, hogy ellenálljon és ellentmondjon minden olyan törekvéssel szemben, amely jogainak gyakorlását csökkenti, és kötelezettségei teljesítésének feltételeit korlátozza, vagy gátolja, a magyar nemzet alkotmányát sérti, korlátozza, a nemzet érdekével ellentétes. Ezzel nem követ el jogsértést. (Ius resistendi et contradicendi)
A Szent Korona-tan alapján álló (virtuális) magyar alkotmányt a második világháború után a szovjet megszállás idején a megszállókkal együttműködő magyar országgyűlés Sztálin nyomására helyezte hatályon kívül 1946. február 1-jén az 1946. évi I. törvénnyel. A Szent Korona-tan hívei szerint azóta folyamatosan jogon kívüli állapot uralkodik Magyarországon, így a jelenlegi jogi helyzetre a Szent Korona tan alapján a fentebb felsorolt 1. 10. 11. és a 12. pontok az irányadóak.

### A Szent Korona országai
Az Árpád-korban a Szent Korona fokozatosan kialakuló állami szimbólum-jellege nem csak a szűkebben vett Magyarországra, hanem a magyar uralkodók által meghódított – azaz a koronájuk fennhatósága alá vetett – más országokra, területekre is kiterjedt. Szent László idején Horvátország, Könyves Kálmán hódítása révén Dalmácia csatlakozott Magyarországhoz, és vált így a „Szent Korona részévé”. Utána váltakozó sikerű hódítások, öröklések révén a Kárpátokon túl északi, keleti tartományokat (Galícia, Moldva), illetve időszakonként a Balkán irányában sikeres terjeszkedés eredményeképpen déli bánságokat csatoltak a Szent Korona országaihoz. Amint egy ország, terület csatlakozott a koronához, annak uralkodó körei – értelemszerűen közülük is azok, akik elfogadták Magyarország királyának fennhatóságát – automatikusan a Szent Korona „részévé” váltak, így a horvát bán, a dalmát püspökök és a szabad városok.
Az etnikai magyarsághoz tartozás ebben az időben egyáltalán nem volt kritérium. A Szent Korona országainak ereje a hivatalban lévő nemesség és a tőlük is szabad, önkormányzattal rendelkező köznemesség egységében, a magyar, a horvát, a szlavón és a dalmát nemesség egységében rejlett. (A csatlakozó területek főúri családjai gyakran, néhány generáció alatt, etnikailag is magyarrá váltak, mint például a Zrínyi család, vagy a Frangepán család.) Nem lettek viszont a Szent Korona részei azok a hódítások vagy öröklések, amelyek révén egy-egy magyar uralkodó más állam királyává vált, mint az Anjouk idején Nápoly és Lengyelország. (Ezért nem mosta soha „Magyarország partjait három tenger”.) Nem játszottak szerepet ebből a szempontból a magyar uralkodók által viselt olyan más feudális címek, mint az András által felvett „Jeruzsálem királya” cím – ezeket nem tekintették elméletileg sem a Szent Koronához tartozónak. Ugyancsak kívül álltak ezen a körön Magyarország későbbi uralkodóinak a más országokban viselt uralkodói címei, mint Zsigmond, majd a Jagellók vagy a Habsburgok számos egyéb címe.
Erdély a török hódoltság után természetszerűleg visszatért a Szent Korona alá a közértelmezésben. Ezt ismerte el 1570-ben a speyeri szerződésben János Zsigmond fejedelem, amikor maga felett állónak ismerte el Miksa magyar királyt. 1779-ben Mária Terézia „Magyarország Szent Koronájához kapcsolt különálló testnek” minősítette Fiumét, így a város kikerült az ugyancsak a Szent Korona tagjaként nyilvántartott Horvátország alól.
A középkor során, egészen a nacionalizmus 19. századi kialakulásáig, megerősödéséig a magyar koronához tartozó országrészek nemessége, vezető rétege magától értetődően tartotta magát a magyar politikai nemzet, a magyar állam, azaz a Szent Korona részének, ugyanakkor természetesen tisztában volt a nyelvi, etnikai különbözőségekkel is. Ezt jó mutatja a nyelvhasználat: a korabeli, Magyarországon alkalmazott német nyelvben „Hungarus”nak hívták a magyar állampolgárt, és ettől megkülönböztették az etnikai magyarokat, a „die Magyaren”, akik mellett sok más nép is beletartozott a „Hungarus” fogalmába. Megvolt ez a különbségtétel a horvát (ugarski-mađarski), a szlovák (uhorsky'/mad'arsky'), a cseh (uhersky'/mad'arsky'), a román (ungar-maghiar) nyelvekben is, de nem jelent meg például szlovénül, (csak madžarski) mivel a szlovén lakosságú területek, a mai Szlovénia túlnyomó része, soha nem tartoztak a Magyar Királysághoz.
Horvátország nemessége különösen következetesen képviselte azt az álláspontot a középkor során, hogy Horvátország a Szent Korona része – de azon belül ők egyenlő jogokat élveznek a magyar etnikummal. Emellett sokáig kitartottak még akkor is, amikor a 19. században ott is felébredtek a nemzeti érzelmek. Fiume Magyarországhoz csatolásakor úgy vélekedtek, hogy a város „Horvátország útján” tartozik Magyarország Szent Koronájához. 1844-ben a horvát rendek többek között azzal érveltek a magyar nyelv államnyelvként való bevezetése ellen, hogy az ártalmas a Szent Korona jogainak helyreállítására Dalmácia, Bosznia és az összeomló Oszmán Birodalom más területeinek visszacsatolása tekintetében is, hiszen az ottani lakosság kedvét elveszi a visszatéréstől.
A magyar rendek a Habsburgokkal szemben is felhasználták a Szent Korona országaira való hivatkozást. 1802-ben és 1807-ben is tiltakoztak az ellen, hogy Galíciát vámhatár válassza el Magyarországtól, arra hivatkozva, hogy ez a terület a középkor óta magyar koronához tartozik, a magyar királyok a „Halics és Ladomér királya” címet is viselték.

## A millenniumi Szent Korona-emléktörvény
A államalapítás ezeréves évfordulója alkalmából a Magyar Köztársaság Országgyűlése megalkotta a 2000. évi I. törvényt Szent István államalapításának emlékéről és a Szent Koronáról.
Az emléktörvény fontosabb rendelkezései:
- A Szent Korona a magyar állam folytonosságát és függetlenségét megtestesítő ereklyeként él a nemzet tudatában és a magyar közjogi hagyományban.
- Az államalapítás ezeréves évfordulója alkalmából Magyarország méltó helyére emeli a Szent Koronát, és a nemzet múzeumából a nemzetet képviselő Országgyűlés oltalma alá helyezi.
- 4. § (1) A Szent Koronának és a hozzá tartozó jelvényeknek a védelmére és megóvására, valamint a velük kapcsolatos intézkedések megtételére az Országgyűlés Szent Korona Testületet (a továbbiakban: Testület) hoz létre.
- 5. § (1) A Testület tagja a köztársasági elnök, a miniszterelnök, az Országgyűlés elnöke, az Alkotmánybíróság elnöke és a Magyar Tudományos Akadémia elnöke. A Testület elnöke a köztársasági elnök.

Ezeken túlmenően a törvény meghatározza a koronázási jelvényeket, szabályozza a testület feladatait, lehetővé teszi a koronázási jelvények tudományos vizsgálatát, és hiteles másolatok készítését.

### A Szent Korona-tan és a mai alkotmány
Magyarország alkotmánya, a 2011. április 25-én elfogadott Alaptörvény preambulumában – az úgynevezett Nemzeti Hitvallásban – kimondja:
Tiszteletben tartjuk történeti alkotmányunk vívmányait és a Szent Koronát, amely megtestesíti Magyarország alkotmányos állami folytonosságát és a nemzet egységét.

## A Szent Korona-tan kritikái és vitatott álláspontok
Gellért Oszkár újságíró 1918-ban IV. Károly magyar király lemondásakor a Nyugatban "Búcsú a szent koronától" címmel osztotta meg gondolatait a koronázás szerinte közjogi jelentőség-nélküliségével kapcsolatban.
Pokol Béla jogtudós az 1990-es alkotmányozási folyamat résztvevőjeként ugyan felhívta a figyelmet a Szentkorona-eszme túlzott hangsúlyozásának veszélyére – hiszen az szerinte nyilvánvalóan a magyarság mindenkori gazdasági társadalmi-helyzete az önállósági törekvések és legitimizáció kulcsa –, emellett azonban a nemzeti identitásban játszott szerepe miatt javasolta megemlítését egy újabb alkotmány preambulumában.

### Mai viták
A Szent Korona és a Szent Korona-tan a korona 1978-as hazatérése után újra nagyobb érdeklődést váltott ki a közvéleményben és tudományos körökben egyaránt. A korábbi főáramlati tudományos nézetek, azaz az új elméletek hívei által „akadémikus álláspontnak” titulált elmélet mellett megjelent számos más elképzelés, a tisztán szellemtörténeti megközelítéstől egészen a szélsőségesen misztikus, ezoterikus elméletekig.
1998 első félévében a Pázmány Péter Katolikus Egyetem Állam- és Jogtudományi Karán szemináriumot tartottak „Szent Korona és Szentkorona-tan” címmel, amelyek fő előadásai az Apostoli Szentszék Könyvkiadója jóvoltából nyomtatásban is megjelentek. Ez a kötet jól reprezentálja a témával kapcsolatban a rendszerváltás után kialakult főbb gondolati áramlatokat. Zlinszky János jogászprofesszor és alkotmánybíró itt közölt tanulmányában azt emeli ki, hogy a Szent Korona Szent István személyéhez kötése, a korona tényleges létrejöttétől függetlenül, politikai szükséglet volt. Mind az uralkodók számára fontos volt legitimációjukhoz, mind pedig a nép számára, mivel István uralkodásának négy évtizede, különösen az azt követő vészterhes időkből nézve, stabil és nyugodt kormányzás időszakának tűnt. Már I. András magyar király – akinek pedig István az apját megvakíttatta, őt magát pedig az utódlásból kizárta – a Szent Királyra hivatkozva tudta hatalmát megerősíteni.
Molnár Tamás író és képzőművész egy tanulmányában a szakralitás és a transzcendencia hanyatlásával, a liberalizmus sajnálatos térnyerésével foglalkozik a Szent Korona kapcsán. Pap Gábor művészettörténész, a misztikus és ezoterikus korona-elméletek egyik legismertebb képviselője írásában szenvedélyesen ostorozza a koronával kapcsolatos úgynevezett „akadémikus álláspontokat”. Közvetlen összefüggésbe hozza a Szent Koronát bizonyos szibériai sámánkoronákkal. Szerinte a koronázás helyszíneként számon tartott Fehérvár nem a mai Székesfehérvár volt, hanem a misztikus pilisi háromszögön belül helyezkedett el. A korona tetején lévő kereszthez az antenna, a csüngőkhöz a földelés analógiáját párosítja. Vass Csaba (filozófus) társadalomtudós és médiakutató elméletében azt fejti ki, hogy a szakrális valóságban személyként lehet meghatározni a Szent Koronát, szentként lehet tisztelni és működtetni.
2012 márciusában nagy visszhangot váltott ki, hogy egy Budapestre látogató szibériai sámán engedélyt kapott arra, hogy szakrális táncot lejtsen az Országház kupolatermében kiállított, a magyar keresztény királyságot jelképező Szent Korona körül.
A tan misztikus áramlatai keresztény, zsidó és muszlim szempontból bálványimádásnak is tekinthetők, mivel olyan tulajdonságokkal, erővel és jogokkal ruháznak fel egy tárgyat, amelyek az egyistenhívő vallásokban csakis Istent illetik meg, ugyanakkor léteznek szentként tisztelt ereklyék.

## A Szent Korona-tan és az alkotmány
A Szent Korona tan a történelmi magyar alkotmányfejlődésnek Magyarország Szent Koronája elvont fogalmában, a történelmi-közjogi (írott jogi és szokásjogi) folyamatokban, illetve ezek jogirodalmi feldolgozásaiban kifejeződő alapvetése, amelynek nincs normaszövegszerű meghatározása.
A Szent Korona tana a magyar közjogban megtestesülő történeti alkotmányban a helyes és jó államhatalom alanyait (az államhatalom birtokosait), azok egymáshoz való viszonyát, a hatalomgyakorlás tartalmát és módját  kifejező, ezekre utaló alapvető tételeket jelenti. A jelenkori politikai rendszerben legkorábbi, 1995-ös, bővített és átdolgozott kiadásban megjelent egyetemi tankönyv közkeletű szóhasználatában 
„A Szent Korona könyvünkben többször idézett és idézendő tana szerint az uralkodó és a rendek együtt alkotják a szent korona testét (totum corpus Sacrae Regni Caronae), melynek a király a feje (caput Regni), s a rendek a tagok (membra Regni). A Szent Korona tanát egy ún. Szent Korona birtoktan egészítette ki, amely szerint minden földtulajdonjog gyökere Magyarországon a Szent Koronától ered (radix omnium possessionum). A szentkorona-birtoktan az 1848. áprilisi törvények óta eredeti teljes értelmében nincsen hatályban, mivel megszűnt az elidegenítési tilalmat is jelentő ősiség.”
Az állampolgári jogegyenlőség elismerésével jogállami tartalommal értelmezett, huszadik századig csiszolódott tan nagyobb részét  azonban máig nem hatálytalanították. Megjegyzendő, – ami az eszme igen nagy jelentőségét és hatását nem érinti – hogy a tételes jogban ebben a formában soha nem jelent meg, utalás szintjén sem.
A szentkorona-eszme létező tényeken alapul, mert a középkortól a 20. századig számos történelmi helyzetben felismerhető az államfőtől és a politikai nemzettől megkülönböztethető és különálló eszmei lényeghez való igazodás, még az uralkodóval szemben is, vallási beállítódásra való tekintet nélkül. Ezt – mint a magyar közjog fejlődésének irányát és jellegzetességét – felismerte a magyar szokásjogot és törvényeket összefoglaló országbírói ítélőmester, kodifikátor a XVI. század elején, tudva, hogy műve alávettetik a tudós kortársak és az utókor ítéletének egy olyan országban, ahol ezrével élnek jogtudó emberek. A Szent Korona közjogi elmélete Werbőczy formulája – az 1514-ben elkészült ''Hármaskönyv'' (Tripartitum) I. rész. 3. cim. 6. és 7. §. 4. c. II. rész 3. cim. 3. és 4. § szerint    
„Miután pedig a magyarok a szent lélek kegyelmének ihletéből, szent királyunk közremunkálása által az igazságnak felismeréséhez és a katholikus hitnek vallásához jutottak és Őt önként királyukká választották és meg is koronázták: a nemesítésnek s következésképen a nemeseket ékesítő és a nem nemesektől megkülönböztető birtok adományozásának jogát s teljes hatalmát az uralkodással és országlással együtt a közösség a maga akaratából az ország szent koronájának joghatósága alá helyezte és következésképpen fejedelmünkre és királyunkra ruházta; ettől fogva Ő tőle ered minden nemesítés és a két dolog mintegy a viszonos átruházásnál és kölcsönösségnél fogva, annyira szorosan függ egymástól mindenha, hogy egyiket a másiktól külön választani és elszakítani nem lehet s egyik a másik nélkül nem történhetik”. (I.3.czim 6.§)
„Mert a fejedelmet is csak a nemesek választják, és a nemeseket is csak a fejedelem teszi azokká, s ékesíti nemesi méltósággal.” (I. 3. czim. 7.§)
„A valóságos nemességet tehát katonai élettel és tudománnyal vagy egyéb lelki és testi adományokkal és erényekkel lehet megszerezni.” (Beiktatta 1844. évi IV. t.cz. I. 4. czim, bevezetés.)
„Mert mihelyt fejedelmünk bármely állapotú embert jeles tetteiért és szolgálataiért várral vagy mezővárossal akár pedig majorral vagy más birtokjoggal megajándékoz, az fejedelemnek ilyen adománya által (he ezt törvényes iktatás követi), azonnal valóságos nemessé lesz és a parasztság állapotának minden igája alól kikerül.” (I. 4. czim. Bevezetés.)
„1. §. És ezt az adományos szabadságot a miéink nemességnek mondják. A honnan az ily nemesek fiait joggal örökösöknek és szabadoknak nevezzük. Az ilyen nemeseket az imént említett javakban való részesülés és összeköttetésnél fogva a szent korona tagjainak tartjuk, a kik senki más hatalmának alávetve nincsenek a törvényesen megkoronázott fejedelmen kívül.” (I. 4. czim. 1. §)
„A fejedelem mindazáltal egyedül a maga akaratából és önkényesen, kiváltképpen az isteni és természeti jogot sértő dolgokban és az egész magyar nemzet régi szabadságának ártalmára semmit sem rendelhet; hanem össze kell hívnia és meg kell kérdeznie a nemzetet, vajon ennek az ilyen törvények tetszenek-e vagy sem? A kik ha igennel felelnek, azontúl az ilyen végzéseket (az isteni és természeti jog mindig épségben maradván) törvényekül tartjuk meg.” (II. 3. czim. 3. §.)
„Többnyire pedig, közös megegyezéssel, maga a nemzet is elhatároz valamit, a mit a közjóra hasznosnak ítél és írásban terjeszti a fejedelem elé, kérvén, hogy erre nézve neki törvényt adjon és ha maga a fejedelem az ilyen végzéseket elfogadja és helyben hagyja, akkor az törvényerőre emelkedik s azonnal törvénynek kell tekintenünk.” (II. 3. czim. 4. §. (Az itt nem idézett 1. és 2. § szinte ismétli az I. rész 3. czim 6–7. §-át) 175
„Mégis mindezeket nem a nemzet, hanem különösen a fejedelem statútumainak mondjuk azért, mert ha a fejedelem beleegyezése és megerősítése mindkét esetben azokhoz nem járul, eme rendeleteknek semmi ereje nem leszen. Mindazáltal általános néven eme rendeleteket igen gyakran az ország végzeményeinek nevezzük.” (II. 3. czim. 5. §.)
Így ír a Hármaskönyv Szent Korona tanáról korunk kiváló néhány éve eltávozott  alkotmányjogásza és  jogtörténésze: a Hármaskönyvben (I. 4-10.§). a Magyar Szent Korona-tan a modern nemzetszuverenitási gondolat korai megfogalmazása, a főhatalom megosztása az összes hatalmi ágakban a király és nemzet., központi. és helyi kormányzat között. A királyt a nemzet választja és az Egyházzal együtt koronázza, a király veszi föl az országlakót a nemzet (nemesség) sorába. Törvényt a király. és nemzet együtt hozhat, a hadseregnek a király parancsol, de fölhasználásáról az ország gyűlése dönt. Az igazgatást a központban a király megbízott nagybírói útján, helyileg a nemesség választott tisztviselői, ill. a szabad városok polgárai által választott városi tisztviselők gyakorolják. Központi és főbenjáró ügyekben a király, helyileg a nemesi vármegye, ill. a szabad város bíráskodik. A központi hatáskörből részesednek az ország nagybírói ítélőszékükön. - A Szent Koronával való koronázás által, Magyarország. alkotmányára tett és törvénybe iktatott eskü alapján válik az uralkodó a főhatalom törvényes gyakorlójává, azután is, mikor a királyi házban az öröklés rendjét előbb a fiági successio (1687:2. art.), majd a pragmatica sanctio törénybe iktatásával (1723:1-2. art.) megállapították. II. József (ur. 1780-90), valamint I. Ferenc József uralmának törvényességét 1849-67: ennek hiányában nem ismerte el az ország (vö. Deák Ferenc 1865. évi Húsvéti cikke): rendelkezéseik közül csak a koronázás után az országgyűlés. által elfogadottak váltak törvényes rendünk elemeivé. Érdekes e szempontból, hogy az 1860-61. évi országbírói értekezlet döntéseit viszont (az ország bírái, a nem törv-es ogy. és a meg nem koronázott uralkodó egyetértésével) a hazai igazságszolgáltatás törvényes alapjaként elismerték, formális törvényi jóváhagyás nélkül. - E ~ a népfelség szellemében 1848, majd 1867: könnyen volt korszerűsíthető, úgy, hogy a Szent Korona tagjai közé fölvették a nem-nemes országlakókat is. - Amikor 1920: a →trianoni békével Magyarországtól elvették területe és polgárai 2/3-át, a főhatalom jelképeként a Szent Korona mindezen kérdések jogszerű rendezésének igényét jelképezte. Egyúttal Magyarorország. szuverenitását is, amelyben a polgárok továbbra is a Szent Korona tagjai és a főhatalmat a Szent Korona nevében gyakorolja a választott kormányzó, de nem uralkodóként, csak képviseleti jogkörben.
Hasonló folyamatos közjogi gondolatmenetet fejez ki Magyarország Alaptörvénye (2011. április 25.) a Nemzeti Hitvallás-ban: „Tiszteletben tartjuk történeti alkotmányunk vívmányait és a Szent Koronát, amely megtestesíti Magyarország alkotmányos állami folytonosságát és a nemzet egységét. Valljuk, hogy a történeti alkotmányunkban gyökerező önazonosságunk védelmezése az állam alapvető kötelessége.” Továbbá B) cikk(1) Magyarország független, demokratikus jogállam. (3) A közhatalom forrása a nép. C) cikk (1) A magyar állam működése a hatalom megosztásának elvén alapszik. A Szent Korona tan a történeti alkotmány vívmánya, ezen vívmányok kötelező Alaptörvény értelmezési súllyal bírnak: R) cikk (1) Az Alaptörvény Magyarország jogrendszerének alapja. (2) Az Alaptörvény és a jogszabályok mindenkire kötelezőek. (3) Az Alaptörvény rendelkezéseit azok céljával, a benne foglalt Nemzeti hitvallással és történeti alkotmányunk vívmányaival összhangban kell értelmezni. (Hatályba lépett 2012. január 1-jén.)
A korona elvont fogalmának kialakulása után, azon kezdetben Nyugat-Európában és Magyarországon egyaránt az uralkodót értették, majd a feudális nagyurak megerősödésével a korona fogalma kiterjedt rájuk is, a korabeli organikus szemlélet szerint a „korona tagjává” váltak. A világi és egyházi főurak hatalma időnként odáig terjedt, hogy a korona fogalmát függetleníteni tudták az uralkodótól, mintegy szembeállították vele. Az erősebb uralkodók viszont a koronának a szűkebben vett, csak a királyra vonatkozó értelmezését tudták erősíteni. A 14. században tovább szélesedett a Szent Korona értelmezése, és annak fogalmába belekerültek a bárók mellett általában a nemesek, a köznemesség is. Ezt a felfogást a 16. században Werbőczy István a Tripartitumban rögzítette három évszázadra. Aztán az 1848-as jobbágyfelszabadítás eredményeképpen elméletileg minden magyar állampolgár a „Szent Korona tagjává” vált.
Az első világháború után a Szent Korona tana segített ébren tartani a területi revízió reményét, ezért mind a legitimista erők, mind a szabad királyválasztás Horthy Miklós kormányzó köré tömörülő hívei gyakran hivatkoztak rá.
A második világháború után a szentkorona-tan szinte kizárólag az emigrációban élt tovább. A magyar királyi korona 1978-as visszaadása után Magyarországon újra megélénkült a téma iránti érdeklődés, és – különösen a rendszerváltás után – új, misztikus elméletek is fejlődésnek indultak. Ezeknek az egymástól is sokban különböző elképzeléseknek a közös vonása, hogy a Szent Korona tanát egyedülálló magyar jelenségnek tartják, ami az ősi magyar társadalomban gyökerezik, és a Szent István által Szűz Máriának felajánlott magyar korona révén jogot biztosít a magyarságnak a Kárpát-medence birtoklására.